# ماهی یال‌اسبی
ماهیان یال‌اسبی یا خانواده یال‌اسبی‌ماهیان (Trichiuridae) خانواده‌ای از ۴۰ گونه ماهی هستند.
این ماهیان از رده پرتوبالگان و راستهٔ سوف‌ماهی‌سانان هستند. ماهی یال اسبی جز ماهی‌های باارزش اقتصادی می‌باشد و در آبهای خلیج فارس و دریای عمان بوفور یافت می‌شود.